# Tona

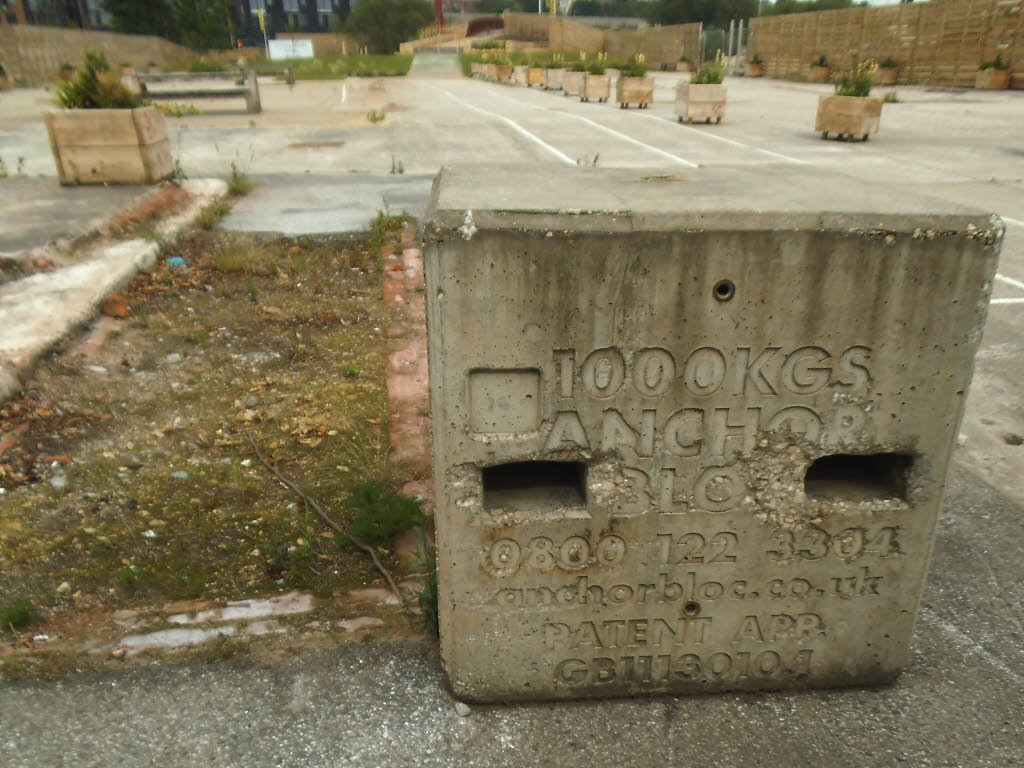
Blok betonowy o masie 1 tony (1000 kg)

Tona – jednostka masy stosowana w technice i handlu. Przeważnie, szczególnie w Polsce, utożsamiana z toną metryczną.

## Tona metryczna
Jednostka podstawowa układu MTS, legalna, lecz poza układem jednostek SI:
1 tona = 1000 kg = 1000000 g = 1 Mg.
Powszechnie używaną jednostką w handlu produktami rolnymi jest decytona zwana kwintalem.
1 decytona = 1 dt = 0,1 t = 1 kwintal = 1 q = 100 kg

## Długa tona
(ang. long ton) – pozaukładowa jednostka masy zwana też toną angielską (w okrętownictwie określana też jako tona standardowa – ts lub tona waszyngtońska – tW, przyjęta do pomiaru wyporności okrętów w traktacie waszyngtońskim).
1 tona angielska = 20 cetnarów angielskich = 2240 funtów brytyjskich = 1016,05 kg
Wyporność okrętów w nomenklaturze anglosaskiej tradycyjnie określano w długich tonach w odniesieniu do każdej z klas okrętów z wyjątkiem jednostek typów: San Antonio, Zumwalt, Osprey oraz okrętów LCS, dla których miarą wyporności całkowitej jest tona metryczna. Również jednak najnowsza anglojęzyczna literatura fachowa podaje wyporności ogółu okrętów w tonach metrycznych (ang. tonne).

## Krótka tona
(ang. short ton) – pozaukładowa jednostka masy, zwana też toną amerykańską.
1 tona amerykańska = 2000 funtów brytyjskich = 907,18 kg